# Matusik János
Matusik János (Tata, 1815. február 24. – Budapest, 1917. szeptember 26.) piarista áldozópap és tanár, földrajzi szakíró, népnyelvgyűjtő.

## Élete
A tanulmányait a szülővárosában kezdte. A középiskola I. osztály elvégzése után Székesfehérvárra ment és itt végezte a gimnáziumot. 1834. szeptember 30-án lépett be a piaristákhoz Trencsénben, ahol 1835-36-ban novícius volt. A bölcseletet 1838-39-ben Vácon, a teológiát 1840-41-ben Nyitrán tanulta,; ennek végeztével 1842-ben Nagykanizsán volt gimnáziumi tanár. 1843. október 19-én misés pappá szentelték fel,  1845-től 1866-ig Kolozsvárott volt gimnáziumi tanár. 1867-71-ben a gyergyószentmiklósi alsó reáliskola igazgatója, 1871-83-ban Déván az állami alreáliskola igazgatója, 1883-tól 1893-ig ugyanott nyugállományú tanár volt. 1893-tól Budapesten aranymisés papként működött.
1851-ben négy évtizedről szóló gyászjelentés-gyűjteményt küldött a Magyar Tudományos Akadémiának két kötetben. 1840-ben munkatársa lett a rendi növendékpap-társai körében Nyitrán megindított Zombori Lapok és Zombori Viszhangok c. kézirati folyóiratoknak, melyeknek Hladik Bernát társával együtt szerkesztő kiadója volt. Ezen és a következő évben tatai tájszókat küldött a Magyar Tudományos Akadémiának. Írt verset és prózát a Regélő, Honművész, Rajzolatok és Nemzeti Ujság c. hírlapokba. Cikkei az István bácsi Naptárában (1858. Áldástermő indítvány és módajánlás, mely szerint egy kisdedóvóval kapcsolatos szegényápoló intézetek faluhelyen alapíthatók, sőt jó siker esetében még a házaló koldulás is megszüntethető, dicsérettel koszorúzott pályairat, 1859. Szent-László kő pénzei, Kő-gömbek, 1861. A néptanító mint selyemtenyésztő, 1860-1875. Erdély történelme).

## Munkái
- Az egyetemes földrajz alapvonalai. Mű- és tudom. középtanodák számára. Az új tanrendszer értelmében. Kolozsvár, 1853, táblázattal és térképpel
- Erdély földrajza a közelebbről életbe lépendő legújabb szervezet szerint. Alsóbb rendű iskolák számára. Erdély földabroszával. Uo. 1854 (2. kiadás 1858. 3. k. 1868. Uo.)
- Ájtatos elmélkedések. A középtanodai r. k. ifjúság nagyhéti lelki gyakorlataira. Főleg Katona István latin eredetije után szerkesztve. Uo. 1855
- Az Ausztriai közbirodalom honisméje, különös tekintettel Magyar- és Erdélyországra. Kiadja Majer István. Egy földképpel. Pest, 1857
- A selyemhernyótenyésztés alapvonalai. Kezdők útmutatására. Kiadta Barabás Károlyné. Kolozsvár, 1860
- Erdély külön történelme. Alsóbbrendű iskolák számára. Uo. 1868 (2. kiadás)

### Kéziratban
Magyarország földirata.